# Chlamyphoridae
Die Chlamyphoridae sind eine Familie innerhalb der übergeordneten Gruppe der Gürteltiere (Dasypoda). Sie umfassen alle Gürteltiere, die nicht zu den Langnasengürteltieren gehören. Die Familie wurde im Jahr 2015 aufgrund genetischer Befunde eingerichtet. Die Vertreter der Chlamyphoridae sind in Südamerika und mit einer Form auch in Mittelamerika verbreitet. Sie zeichnen sich wie alle Gürteltiere durch eine Panzerbildung aus, die den Rücken, die Kopfoberseite und mit Ausnahme der Nacktschwanzgürteltiere auch den Schwanz bedeckt. Die Tiere leben in unterschiedlichem Maße unterirdisch und ernähren sich insekten- bis allesfresserisch.

## Definition

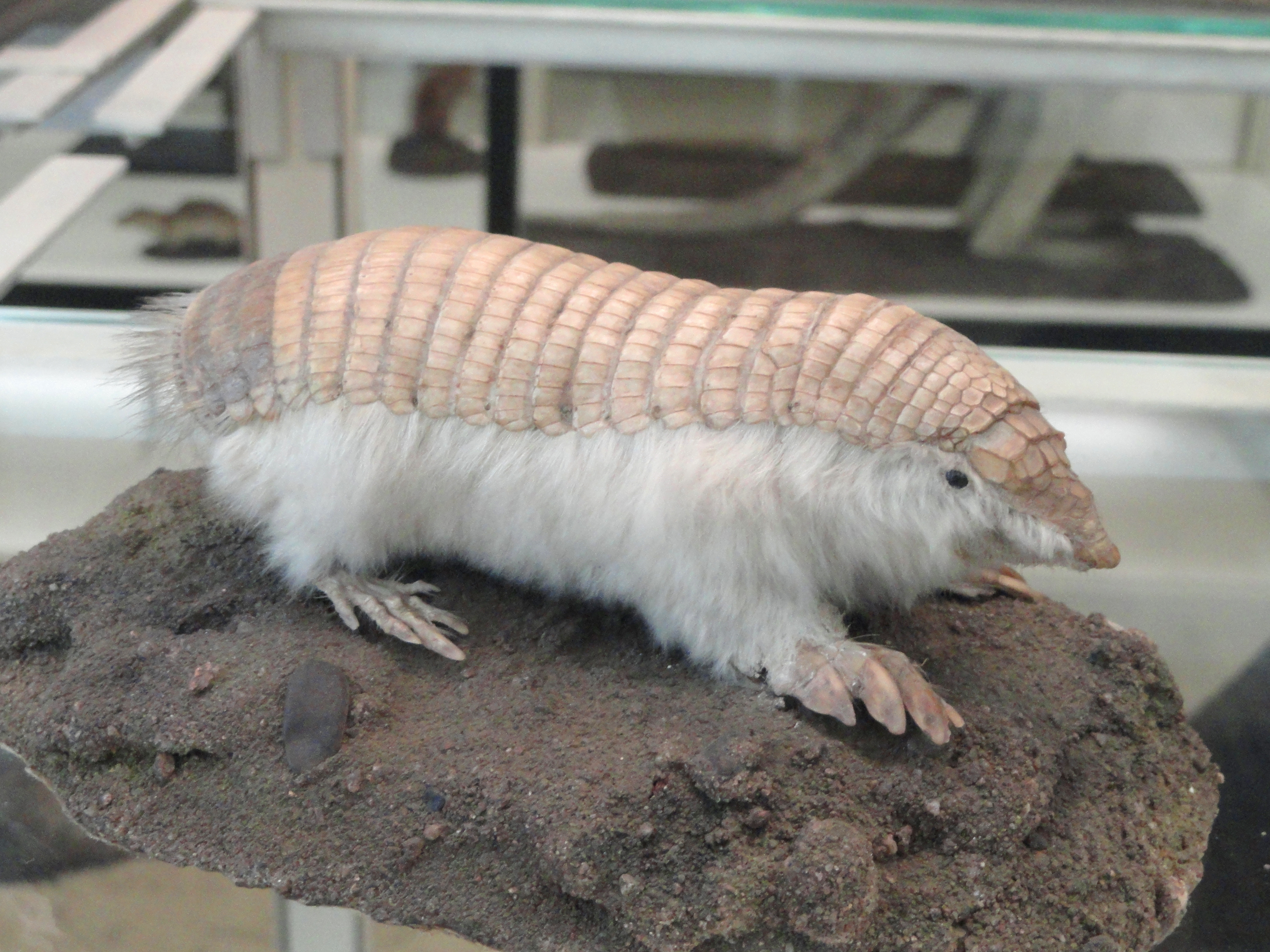
Gürtelmull (Chlamyphorus truncatus)

Die Chlamyphoridae sind neben den Dasypodidae die zweite Familie innerhalb der übergeordneten Gruppe der Gürteltiere (Dasypoda) und der Ordnung der Gepanzerten Nebengelenktiere (Cingulata). Die Familie schließt alle Vertreter der Gürteltiere ein, die nicht zu den Langnasengürteltieren (Dasypus) und deren unmittelbarer ausgestorbener Verwandtschaft zählen. Demnach setzen sich die Chlamyphoridae aus den ursprünglichen Unterfamilien der Chlamyphorinae, der Euphractinae und der Tolypeutinae zusammen, wodurch diese sehr vielgestaltig sind. Innerhalb der Familie stehen mit dem Gürtelmull (Chlamyphorus truncatus) und dem Burmeister-Gürtelmull (Calyptophractus retusus) sowohl die kleinsten als auch mit dem Riesengürteltier (Priodontes maximus) der größte Angehörige der heutigen Gürteltiere. Ursprünglich wurden alle Gürteltiere in der Familie der Dasypodidae vereint, welche im Jahr 1821 von John Edward Gray wissenschaftlich eingeführt worden war. Verschiedene molekulargenetische Untersuchungen zu Beginn des 21. Jahrhunderts ergaben eine sehr frühe Aufspaltung der Gürteltiere in verschiedene Linien, die sich auch morphologisch belegen lassen. Eine weitere Studie eines Forscherteams um Gillian C. Gibb aus dem Jahr 2015 berücksichtigte erstmals alle bekannten Vertreter der Nebengelenktiere (Xenarthra) und konnte so die Ergebnisse präzisieren. Sie zeigte auf, dass sich die Langnasengürteltiere bereits im Mittleren Eozän vor rund 45 Millionen Jahren von den anderen Gürteltieren getrennt hatten, während sich die Chlamyphoridae etwas später, vor rund 37 Millionen Jahren formierten. Dieses Ergebnis war für Gibb und Kollegen der Grund, die Gürteltiere in zwei Familien aufzuteilen. Das Taxon der Chlamyphoridae beruht dadurch auf den Ergebnissen genetischer Analysen, eine Merkmalsdiagnose wurde nicht erstellt.

## Taxonomie
Bei der Namensvergabe für die Chlamyphoridae verwiesen die Autoren auf die (neben Dasypodidae) älteste verfügbare Bezeichnung für eine höhere Gruppierung innerhalb der Gürteltiere. Der Begriff Chlamyphoridae wird auf Charles Lucien Jules Laurent Bonaparte aus dem Jahr 1850 zurückgeführt und basiert auf der von Richard Harlan 1825 geprägten wissenschaftlichen Bezeichnung Chlamyphorus für den Gürtelmull. Bonaparte verwendete in seinem Werk Conspectus systematis mastozoologiae allerdings den wissenschaftlichen Namen „Chlamydophorina“ (dem wiederum Johann Georg Waglers „Chlamydophorus“ für den Gürtelmull von 1830 zugrunde liegt). Die heute korrekte Schreibweise Chlamyphorinae stammt von José Yepes aus dem Jahr 1928, er wurde teilweise auch als Namensgeber des Taxons geführt. Das Taxon wurde, mit wenigen Ausnahmen wie etwa John Edward Gray 1869, der der Gruppe einen Familienstatus zusprach, anfänglich auf der Ebene der Unterfamilie geführt, später, im ausgehenden 20. und im beginnenden 21. Jahrhundert auf die Ebene der Tribus innerhalb der Euphractinae heruntergestuft. In beiden Varianten beschränkte es sich auf die beiden bekannten Gürtelmull-Arten. Erst weitere genetische Untersuchungen im Jahr 2012, die die Gürtelmulle als Schwestergruppe der Tolypeutinae herausstellten, führten wieder zur Anerkennung als eigenständige Unterfamilie.

## Überblick über die heutigen Gattungen der Chlamyphoridae

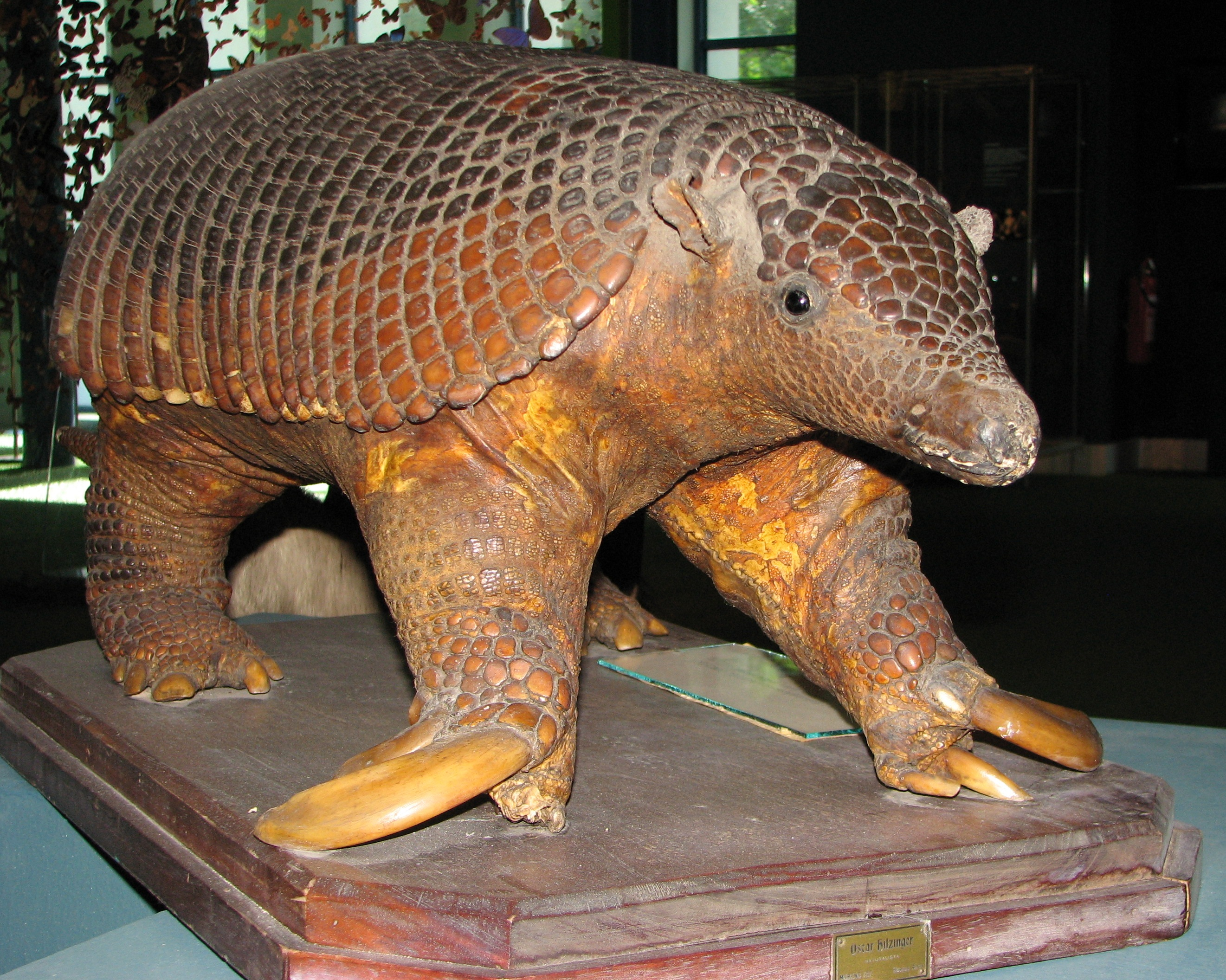
Riesengürteltier (Priodontes maximus)

Kleines Borstengürteltier (Chaetophractus vellerosus)

Die Familie der Chlamyphoridae gliedert sich folgendermaßen:
- Familie Chlamyphoridae Bonaparte, 1850

- Unterfamilie Tolypeutinae Gray, 1865

- Tribus Tolypeutini Gray, 1865

- Gattung Kugelgürteltiere (Tolypeutes Illiger, 1811)

- Südliches Kugelgürteltier oder Südliches Dreibindengürteltier (Tolypeutes matacus (Desmarest, 1804))
- Nördliches Kugelgürteltier oder Brasilianisches Dreibindengürteltier (Tolypeutes tricinctus (Linnaeus, 1758))

- Tribus Priodontini Gray, 1873

- Gattung Priodontes Cuvier, 1825

- Riesengürteltier (Priodontes maximus (Kerr, 1792))

- Gattung Nacktschwanzgürteltiere (Cabassous McMurtrie, 1831)

- Mittelamerikanisches Nacktschwanzgürteltier oder Nördliches Nacktschwanzgürteltier (Cabassous centralis (Miller, 1899))
- Kleines Nacktschwanzgürteltier oder Chaco-Nacktschwanzgürteltier (Cabassous chacoensis Wetzel, 1980)
- Großes Nacktschwanzgürteltier (Cabassous tatouay (Desmarest, 1804))
- Südliches Nacktschwanzgürteltier oder einfach Nacktschwanzgürteltier (Cabassous unicinctus (Linnaeus, 1758))

- Unterfamilie Chlamyphorinae Bonaparte, 1850

- Gattung Chlamyphorus Harlan, 1825

- Gürtelmull (Chlamyphorus truncatus Harlan, 1825)

- Gattung Calyptophractus Fitzinger, 1871

- Burmeister-Gürtelmull (Calyptophractus retusus (Burmeister, 1863))

- Unterfamilie Euphractinae Winge, 1923

- Tribus Euphractini Winge, 1923

- Gattung Zaedyus Ameghino, 1889

- Zwerggürteltier (Zaedyus pichiy (Desmarest, 1804))

- Gattung Euphractus Wagler, 1830

- Sechsbinden-Gürteltier (Euphractus sexcinctus (Linnaeus, 1758))

- Gattung Borstengürteltiere (Chaetophractus Fitzinger, 1871)

- Kleines Borstengürteltier oder Weißhaar-Gürteltier (Chaetophractus vellerosus (Gray, 1865))
- Braunborsten-Gürteltier oder Braunhaar-Gürteltier (Chaetophractus villosus (Desmarest, 1804))

## Zu den ausgestorbenen Vertretern

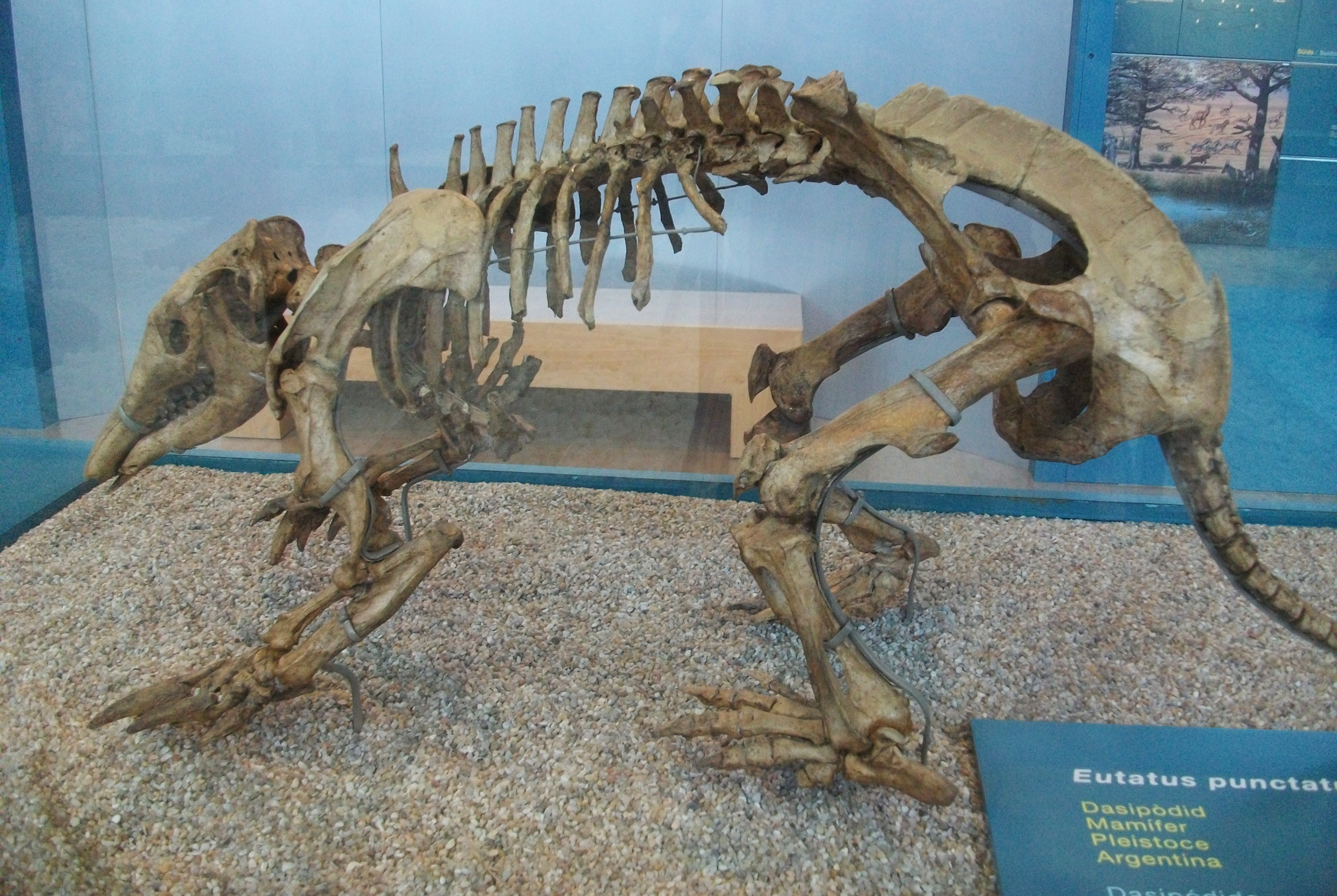
Skelettrekonstruktion von Eutatus

Neben den heutigen Vertretern der Chlamyphoridae sind noch zahlreiche ausgestorbene bekannt, die sich in der Regel den heutigen Unterfamilien zuordnen lassen. Laut den molekulargenetischen Daten spaltete sich die Familie im Übergang vom Mittleren zum Oberen Eozän vor rund 37 Millionen Jahren von den übrigen Gürteltieren ab. Dies deckt sich in etwa mit dem Fossilbericht, da zu dieser Zeit auch erstmals frühe Formen euphractiner Gürteltiere auftreten. Hierzu gehören etwa Parutaetus aus der Geste-Formation im nördlichen Argentinien oder Meteutatus und Utaetus aus Gran Barranca im südlichen Argentinien. Diese frühen Angehörigen der Chlamyphoridae lassen sich in zwei unterschiedliche Triben innerhalb der Euphractinae einordnen, den heute noch bestehenden Euphractini und den ausgestorbenen Eutatini (gelegentlich wird mit den Utaetini noch eine dritte Tribus ausgehalten). Die Eutatini stellten neben den Euphractini einen der erfolgreichsten Zweige der Gürteltiere dar und waren unter anderem mit der Charakterform Eutatus noch im Pleistozän anwesend. Die rezenten Vertreter der Euphractini sind aber den genetischen Untersuchungen zufolge eine recht junge Bildung, sie diversifizierten sich erst im Mittleren Miozän vor rund 11 Millionen Jahren. Die Auffächerung der Tolypeutinae begann dagegen wesentlich früher und zwar im Übergang vom Oligozän zum Miozän vor 25 Millionen Jahren. Auch dies entspricht etwa der Fossilüberlieferung, da im Oberen Oligozän von Salla-Luribay in Bolivien mit Kuntinaru eine frühe Form tolypeutiner Gürteltiere nachgewiesen ist. Von der Linie der Tolypeutinae hatte sich die der Chlamyphorinae bereits im Oberen Eozän vor 32 Millionen Jahren getrennt. Die Gürtelmulle traten mit Chlamydophractus erstmals im Oberen Miozän in Erscheinung, verfügen ansonsten aber über keinen nennenswerten fossilen Nachweis. Die meisten anderen heutigen Gattungen sind im Pliozän oder im Pleistozän erstmals fassbar.

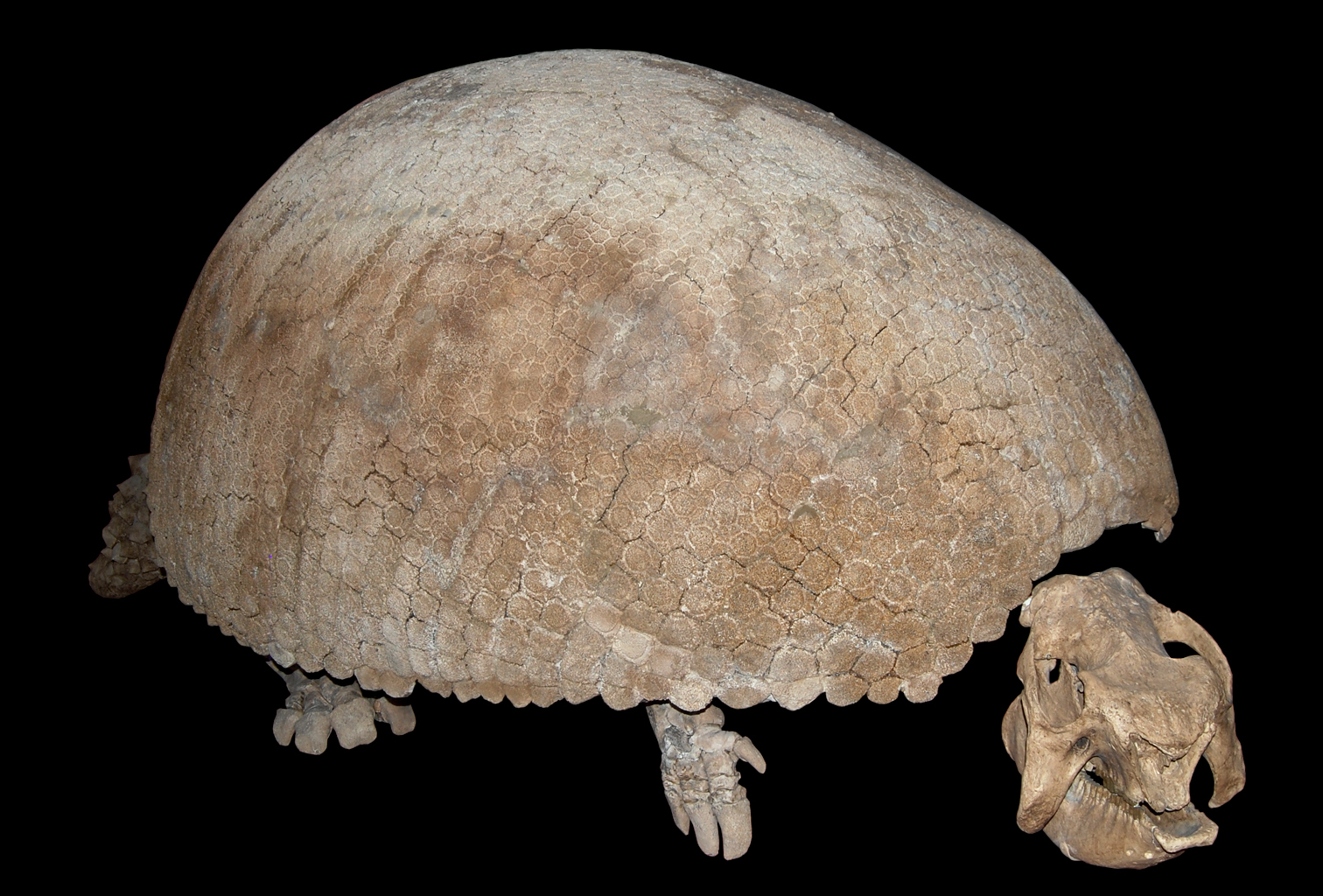
Glyptodon aus der Gruppe der Glyptodontidae

Neben der Gürteltieren stellen die Glyptodontidae und die Pampatheriidae die bekanntesten Gruppen innerhalb der Gepanzerten Nebengelenktiere dar, beide sind heute ausgestorben. Die Glyptodonten waren sehr variantenreich, sie besaßen im Gegensatz zu den Gürteltieren einen starren Rückenpanzer und einen sehr kurzen Schädel. Zudem wurden sie deutlich größer und erreichten im Pleistozän mit Glyptodon und Doedicurus riesenhafte Ausmaße mit einem Körpergewicht von bis zu 2 t. Die Pampatherien traten demgegenüber nicht sehr vielgestaltig auf. Durch ihren eher langgezogenen Schädel und einem Rückenpanzer mit stets drei beweglichen Bändern ähnelten sie eher den Gürteltieren. Sie waren zwar deutlich kleiner als die größten Glyptodonten, übertrafen die heutigen Gürteltiere aber mit etwa 200 kg Körpergewicht wie bei Holmesina immer noch auffällig. Aufgrund einiger übereinstimmender Schädelmerkmale, etwa im Bereich des Gehörs, aber auch der Gebissstruktur mit ihren überwiegend breiten Zähnen mit flacher, lappenartiger Kaufläche werden die Glyptodonten und Pampatherien in der Regel als sehr nahe miteinander verwandt aufgefasst, was sich durch das gemeinsame übergeordnete Taxon der Glyptodonta ausdrückt. Die Glyptodonta wiederum zeigen morphologische Beziehungen zu den Gürteltieren der Tribus der Eutatini und somit zur Unterfamilie der Euphractinae. Aus diesem Grund wurden die Gürteltiere unter Einschluss aller fossilen Vertreter der Gepanzerten Nebengelenktiere teilweise als paraphyletisch aufgefasst.
In zwei im Jahr 2016 veröffentlichten Studien unabhängiger Arbeitsgruppen konnte erstmals die DNA der ausgestorbenen Glyptodonten, im engeren Sinne von Doedicurus, vorgelegt werden. Die Glyptodonten erwiesen sich dabei als die Schwestergruppe eine Klade bestehend aus den Chlamyphorinae und den Tolypeutinae. Demnach bestätigten sie einerseits die nahe Verwandtschaft mit den Chlamyphoridae, unterstützen andererseits aber nicht die morphologisch ermittelte engere Bindung zu den Euphractinae. Die Abtrennung der Glyptodonten von ihrer Schwesterklade begann vor rund 35 Millionen Jahren, etwa in den gleichen Zeitraum traten sie mit Glyptatelus im südlichen Patagonien erstmals fossil in Erscheinung. Den Untersuchungsergebnissen zufolge bilden die Glyptodonten somit lediglich einen Seitenzweig der Gürteltiere und keine eigenständige Entwicklungslinie innerhalb der Gepanzerten Nebengelenktiere. Die enge Einbindung der Glyptodonten in die Chlamyphoridae veranlasste Frédéric Delsuc und Kollegen, eine der beiden Arbeitsgruppen, erstere auf die Ebene einer Unterfamilie zu setzen (Glyptodontinae), die andere Arbeitsgruppe um Kieren J. Mitchell behielt vorerst den Familienstatus bei. Ob die Pampatherien ebenfalls in einer ähnlichen Position stehen wie die Glyptodonten ist unklar, da bisher noch keine DNA-Untersuchungen dazu vorliegen.